# John C. Rucigay
John C. Rucigay, ameriški častnik in vojaški pilot, * 25. januar 1925, † 1. november 2014.

## Priznanja

### Odlikovanja in nagrade
Rucigay je leta 1995 prejel častni znak svobode Republike Slovenije z naslednjo utemeljitvijo: »ob 50 letnici zmage nad nacifašizmom za zasluge v dobro slovenskemu narodu med drugo svetovno vojno in za krepitev prijateljstva med ZDA in Republiko Slovenijo«.